# Radio Kö 87,9
Radio Kö 87,9 war ein privates Lokalradio aus Augsburg. Der Hörfunksender strahlte über 15 Jahre lang sein Programm in Augsburg auf der Frequenz 87,9 MHz aus. Das Funkhaus befand sich am Königsplatz in der Stadtmitte. Anfang der 1990er-Jahre gab es auch ein Studio im sogenannten Glöggler-Hochhaus an der Rumplerstraße in Augsburg.

## Geschichte
Mitte der 1980er Jahre beschritt das Aichacher Verlagshaus Mayer & Söhne neue mediale Wege: Der Verlag engagierte sich im lokalen Rundfunk. Er erhielt den Zuschlag zum Betrieb von Radio Kö, einem von drei privaten und werbefinanzierten Radiosendern im Raum Augsburg. Jeder Sender hatte bestimmte Musikrichtungen einzuhalten. Für Radio Kö war ein ruhiges Programm und vielen Oldies und Schlagern vorgesehen. Als Thomas Sixta 1998 die Verantwortung für den Medienbereich der Unternehmensgruppe übernahm, leitete der junge Geschäftsführer Michael Kimmich Radio Kö. Der Sender litt aber darunter, dass einerseits der Wirtschaftsraum Augsburg zu schwach war, um drei Radiosender zu tragen, zum anderen beschränkte ihn das bei der Gründung lizenzierte Schlager- und Oldieformat auf die Altersgruppe 50+. Unter dem neuen Geschäftsführer Werner G. Lengenfelder wurden zwar Team und Studiotechnik verändert, der erreichte
Aufschwung reichte aber nicht aus, Radio Kö aus dem wirtschaftlichen Tal zu befördern. 2003 musste der Sendebetrieb eingestellt werden.
Der Sendestart von Radio Kö 87,9 war am 21. März 1987. Etwa um das Jahr 1990 kam die Fusion mit einem zweiten lokalen Anbieter, Radio OK. Deshalb existierte einige Zeit lang das Motto „Radio Kö ist OK“. Zu dieser Zeit war Radio Kö 87,9 im Glöggler-Hochhaus im Univiertel beheimatet. Später kam der Umzug in die Konrad-Adenauer-Allee 11 am Königsplatz, in den Räumen über der Augsburger StadtZeitung.
Ein großes Event von Radio Kö 87,9 war das jährliche „Badeentenrennen“ auf dem Augsburger Eiskanal zugunsten eines guten Zwecks.
Weitere Aktionen waren u. a. Aktion Europa-Park, wo Fahrten mit der Deutschen Bahn zum Europa-Park nach Rust verlost wurden; der „Schmiergeldskandal“, mit 10-DM-Scheinen; „Tatort Augsburg“, wobei, wer am längsten in einem Auto sitzen konnte, das Auto gewann; die „fliegenden“ gelben Seiten; die Weihnachtsbaum-Verschenkaktion und zuletzt das Moderatorencasting, wobei als Gewinn eine eigene Radiosendung auf Radio Kö winkte. Der Gewinner Robert Adam (später Robert G. Adam) strahlte bis zuletzt seine Sendung „Die Robert Adam Show“ aus.
Am 31. März 2002 stellte der Sender seinen Betrieb aufgrund Unwirtschaftlichkeit ein. Die terrestrische Frequenz 87,9 MHz wurde offiziell am 2. April 2002 (inoffiziell schon früher) auf die Münchner Rock Antenne umgeschaltet.
Einige ehemalige Moderatoren sind immer noch im Rundfunk aktiv.